# Геворгян, Евгений Дмитриевич
Евге́ний Дми́триевич Геворгя́н (2 июня 1936, Москва — 3 ноября 2016, Фреймингхем) — армянский советский пианист, композитор. Первый исполнитель фри-джаза в России.

## Биография
Детство провёл в Иране.
В 1962 году окончил Московское высшее техническое училище, работал инженером, впоследствии занимал должность главного инженера завода «Борец». Музыкальное образование получил домашнее.
С 1962 года выступал вместе с контрабасистом Андреем Геворгяном (брат) и барабанщиком Юрием Нижниченко. Играл на джаз-фестивалях в Москве и Таллине; последние выступления в джазе — 1-й (1977; трио с саксофонистом Львом Михайловым и барабанщиком Юрием Нижниченко) и 2-й (1988; квартет с саксофонистом Львом Михайловым, барабанщиком Юрием Нижниченко и Дмитрием Геворгяном — синтезатор) симпозиумы новоджазовой музыки (Академгородок, Новосибирск), фестивали в Ярославле и Казани (1985).
В 1960-х годах писал джазовые композиции («Игорь Святославович», «Чабан», «Человек и море», «На горизонте ты мне кажешься наездником», «Три цвета джаза»), с 1967 года — музыку к кинофильмам.
Сотрудничал с В. Высоцким («Алиса в стране чудес»).
С середины 1990-х годов жил в США. Скончался 3 ноября 2016 года.

## Композиторская фильмография
1. 1970 — А человек играет на трубе
2. 1972 — Жизнь и удивительные приключения Робинзона Крузо
3. 1972 — Схватка
4. 1972 — Юлька
5. 1973 — Каждый день жизни
6. 1974 — Голубой патруль
7. 1974 — Контрабанда
8. 1974 — Рейс первый, рейс последний
9. 1975 — Мальчик и лось
10. 1976 — Город с утра до полуночи
11. 1976 — Деревня Утка
12. 1977 — Ветер «Надежды»
13. 1978 — А к нам цирк приехал (короткометражный)
14. 1978 — Злой дух Ямбуя
15. 1978 — Когда я стану великаном
16. 1979 — Место встречи изменить нельзя
17. 1979 — Пираты XX века
18. 1980 — Родила меня мать счастливым…
19. 1980 — Серебряные озера
20. 1982 — Не могу сказать «прощай»
21. 1983 — Комбаты
22. 1983 — Соучастники
23. 1984 — Без права на провал
24. 1984 — Костёр в белой ночи
25. 1984 — Лидер
26. 1990 — Принц-привидение
27. 1990 — Чёрная магия, или Свидание с дьяволом
28. 1991 — Караван смерти
29. 1991 — Крысы, или Ночная мафия
30. 1991 — Смерть за кулисами
31. 1991 — Цензуру к памяти не допускаю
32. 1992 — Духи ада (Украина)